# Aratasaurus
Aratasaurus (do tupi: ara e atá; e do grego sauros; que juntos, significam "lagarto nascido do fogo"), aportuguesado como Aratassauro, é um gênero monotípico de terópode celurossauro basal que compreende uma única espécie, Aratasaurus museonacionali, conhecida a partir de fósseis encontrados em depósitos da Formação Romualdo no Brasil. Aratasaurus viveu durante o estágio Albiano, no início do Cretáceo Inferior, há 111-108 milhões de anos, talvez até 115 Ma. Provavelmente chegava até 3 m de comprimento e pesava cerca de 34 kg, isso quando totalmente crescido.

## Descoberta e nomeação

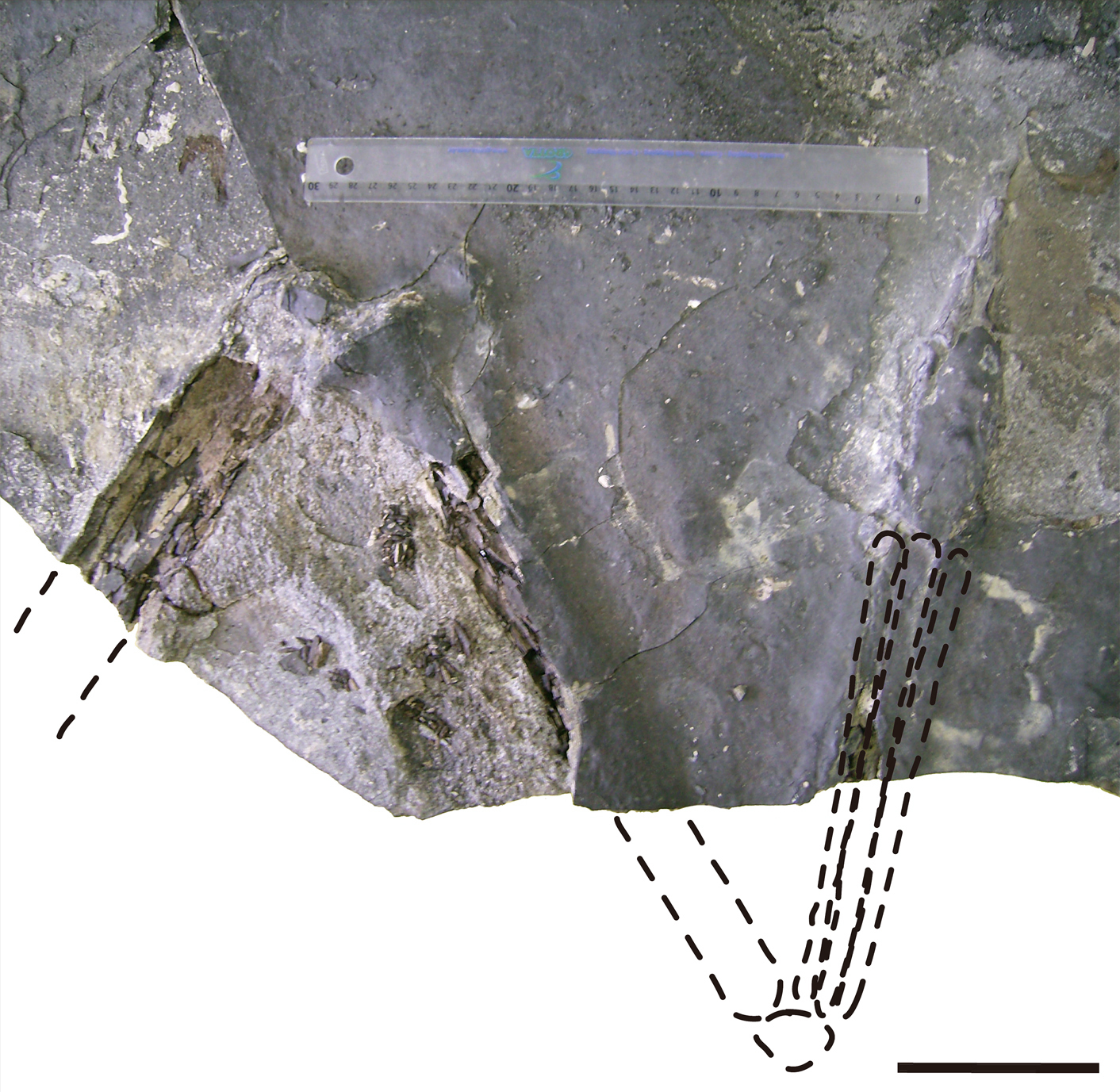
Ossos da perna antes da preparação

O fóssil holótipo MPSC R 2089 foi descoberto em uma mina de gesso em 2008 e foi levado ao Museu de Paleontologia Plácido Cidade Nuvens para ser preparado e descrito. Entre 2008 e 2016, foram feitas análises microscópicas dos tecidos do holótipo usando pequenas amostras dos ossos. Também em 2016, o fóssil foi levado ao Museu Nacional do Brasil. Em 2 de setembro de 2018 houve um incêndio no museu, mas a área onde o holótipo foi armazenado não foi tocada pelas chamas, e o fóssil ficou intacto. Em 2020, o holótipo foi descrito como sendo o novo gênero Aratasaurus. O nome genérico Aratasaurus tem origem na união dos termos da língua tupi "ara" (nascido) e "atá" (fogo), e do sufixo da língua grega "saurus" (lagarto); enquanto que o descritor específico "museunacionali" faz referência ao Museu Nacional do Rio de Janeiro, para o qual o fóssil foi levado em 2016.

## Descrição

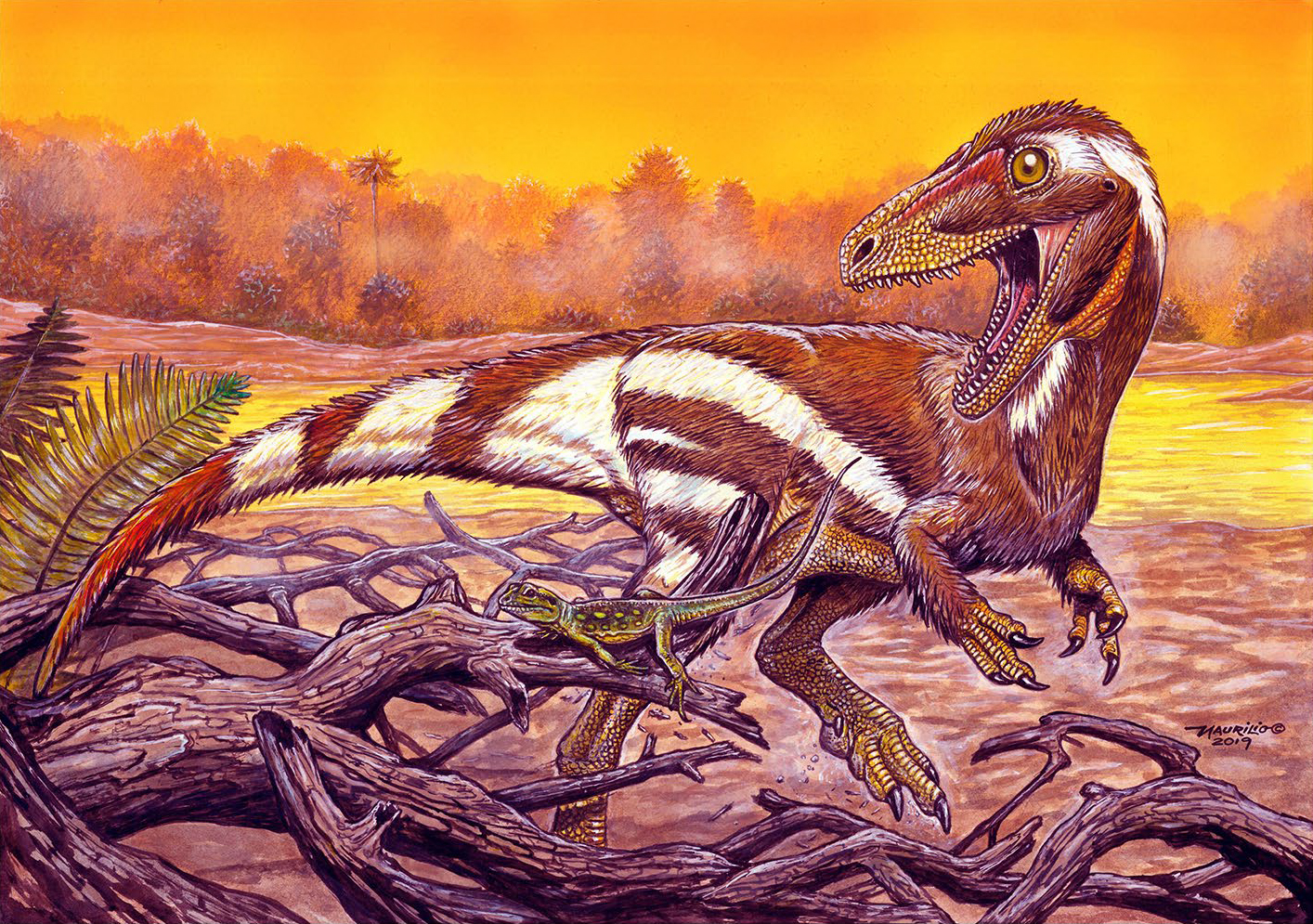
Restauração artística

O material fóssil consiste em um membro direito incompleto, incluindo um fêmur, tíbia e pes parciais. Os ossos são similares com o do Zuolong, um dinossauro do Jurássico Superior da China. Baseado nos estudos de osteohistologia, este espécime de Aratasaurus era um jovem com cerca de quatro anos de idade quando morreu.

## Classificação
Aratasaurus foi classificado em Coelurosauria numa posição basal, como táxon irmão de Zuolong.

## Paleoecologia
Outros dinossauros não aviários do Cretáceo Inferior da Formação Santana incluem o Irritator challengeri, Santanaraptor placidus e Mirischia assymetrica.